# Güvəkənd
Güvəkənd è un comune dell'Azerbaigian situato nel distretto di Ağdaş. Conta una popolazione di 1 486 abitanti.